# طاق پیروزی (بارسلون)
آرک د تریومف
(کاتالان: Arc de Triomf)
طاق نصرتی در شهر بارسلون، پایتخت منطقه خودگردان کاتالونیا در کشور اسپانیا است. این بنای آجری در سال ۱۸۸۸ میلادی توسط ژوزپ بیلاسکا و به‌مناسبت نمایشگاه جهانی سال ۱۸۸۸ بارسلون ساخته شد.